# Liste der Biografien/Lanz
Liste der Biografien |
Portal Biografien |
Personensuche
# |
A |
B |
C |
D |
E |
F |
G |
H |
I |
J |
K |
L |
M |
N |
O |
P |
Q |
R |
S |
T |
U |
V |
W |
X |
Y |
Z |
?
 
La |
Lb |
Lc |
Le |
Lg |
Lh |
Li |
Lj |
Ll |
Lm |
Lo |
Lp |
Lt |
Lu |
Lv |
Lw |
Lx |
Ly |
Lz
 
Laa |
Lab |
Lac |
Lad |
Lae–Lah |
Lai |
Laj |
Lak |
Lal |
Lam |
Lan |
Lao |
Lap |
Laq |
Lar |
Las |
Lat |
Lau |
Lav |
Law |
Lax |
Lay |
Laz
 
Lana |
Lanc |
Land |
Lane |
Lanf |
Lang |
Lanh |
Lani |
Lanj |
Lank |
Lanl |
Lanm |
Lann |
Lano |
Lanp |
Lanq |
Lanr |
Lans |
Lant |
Lanu |
Lanv |
Lanw |
Lanx |
Lany |
Lanz
Die Liste der Biografien führt alle Personen auf, die in der deutschsprachigen Wikipedia einen Artikel haben. Dieses ist eine Teilliste mit 111 Einträgen von Personen, deren Namen mit den Buchstaben „Lanz“ beginnt.

## Lanz
- Lanz von Liebenfels, Jörg (1874–1954), österreichischer Ariosoph und Hochstapler
- Lanz, Andreas (1740–1803), Schweizer Ingenieur, Geometer und Offizier
- Lanz, Anni (* 1945), Schweizer Menschenrechtsaktivistin
- Lanz, Barbara (* 1983), österreichische Schauspielerin
- Lanz, Christoph (* 1959), deutscher Journalist
- Lanz, Cornelia (* 1981), deutsche Opernsängerin (Mezzosopran)
- Lanz, Eduard (1886–1972), Schweizer Architekt, Vertreter des Modernen Bauens
- Lanz, Elisabeth (* 1971), österreichische SchauspielerinElisabeth Lanz (* 1971)

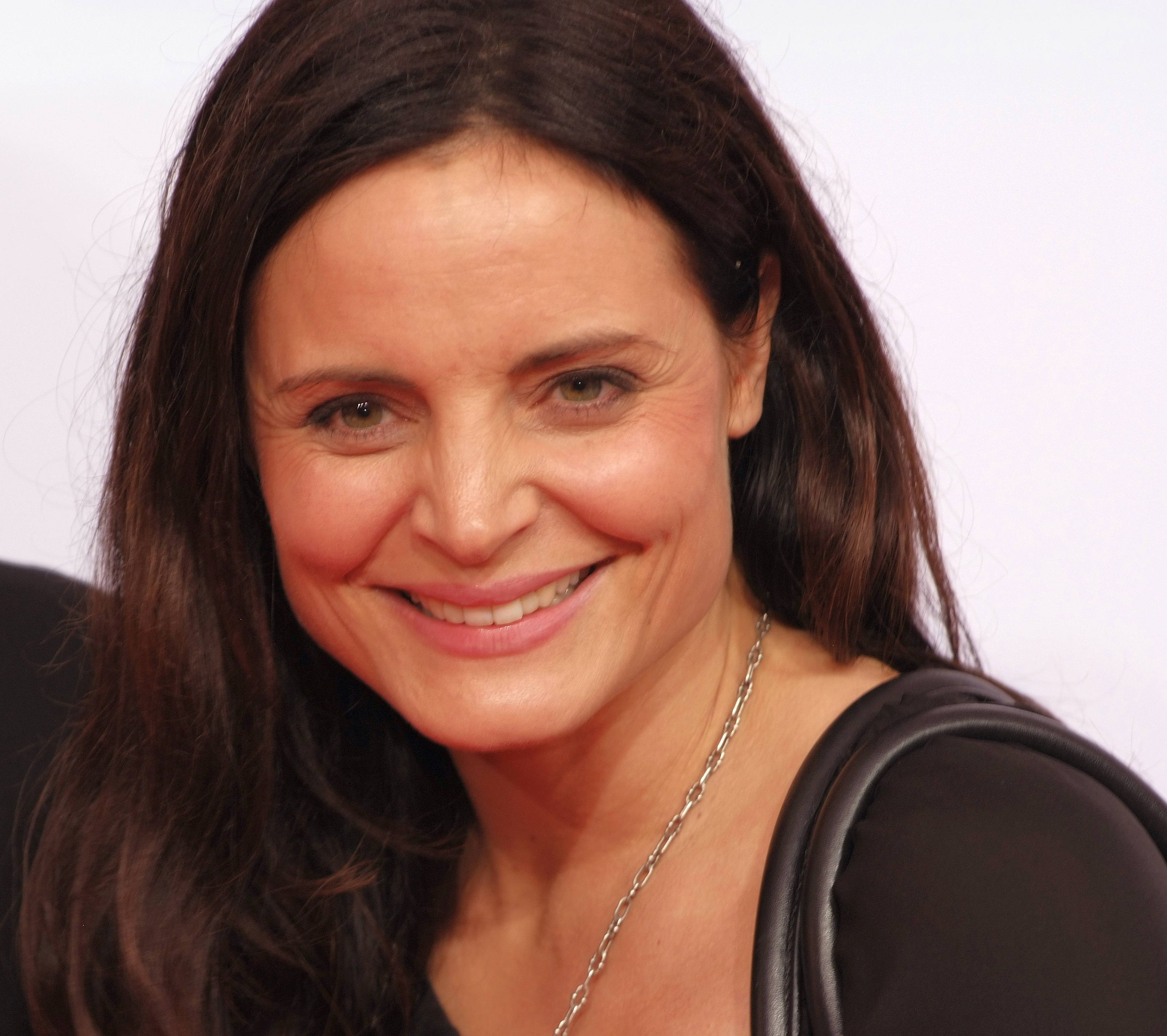
Elisabeth Lanz (* 1971)

- Lanz, Engelbert (1820–1904), österreichischer Komponist, Organist und Musikpädagoge
- Lanz, Eric (* 1962), Schweizer Künstler und Professor an der Hochschule der Bildenden Künste Saar
- Lanz, Fritz (1922–2009), Schweizer Politiker (SP)
- Lanz, Gert (* 1971), italienischer Unternehmer und Politiker (Südtirol)
- Lanz, Gottfried (1859–1950), Schweizer Unternehmer und Politiker (BGB)
- Lanz, Hans (1867–1941), Schweizer Politiker (BGB)
- Lanz, Heinrich (1838–1905), deutscher Kaufmann, Maschinenbau-Unternehmer und Mäzen
- Lanz, Hermann (1910–1998), österreichischer Ingenieur, Segelflieger und Münzhändler
- Lanz, Hubert (1896–1982), deutscher Offizier und General der Gebirgstruppe im Zweiten Weltkrieg
- Lanz, Ignaz (1714–1764), römisch-katholischer Geistlicher
- Lanz, Johann Wilhelm (* 1725), deutscher Porzellanbildner
- Lanz, Joke (* 1965), Schweizer Noise-Musiker, Turntablist, Performance-Künstler und Sänger
- Lanz, Joseph (1797–1873), österreichischer Komponist und Musiktheoretiker
- Lanz, Julia (1843–1926), Mäzenin, Funktionärin des Badischen Frauenvereins und Stifterin von Hilfseinrichtungen
- Lanz, Karin (* 1977), Schweizer Moderatorin und Schauspielerin
- Lanz, Karl (1873–1921), deutscher Maschinenbau-Ingenieur und Unternehmer
- Lanz, Karl Alfred (1847–1907), Schweizer Maler und Bildhauer
- Lanz, Katharina (1771–1854), Tiroler Freiheitskämpferin
- Lanz, Madeleine (1936–2014), Schweizer Künstlerin der Art brut
- Lanz, Markus (* 1969), italienisch-deutscher FernsehmoderatorMarkus Lanz (* 1969)

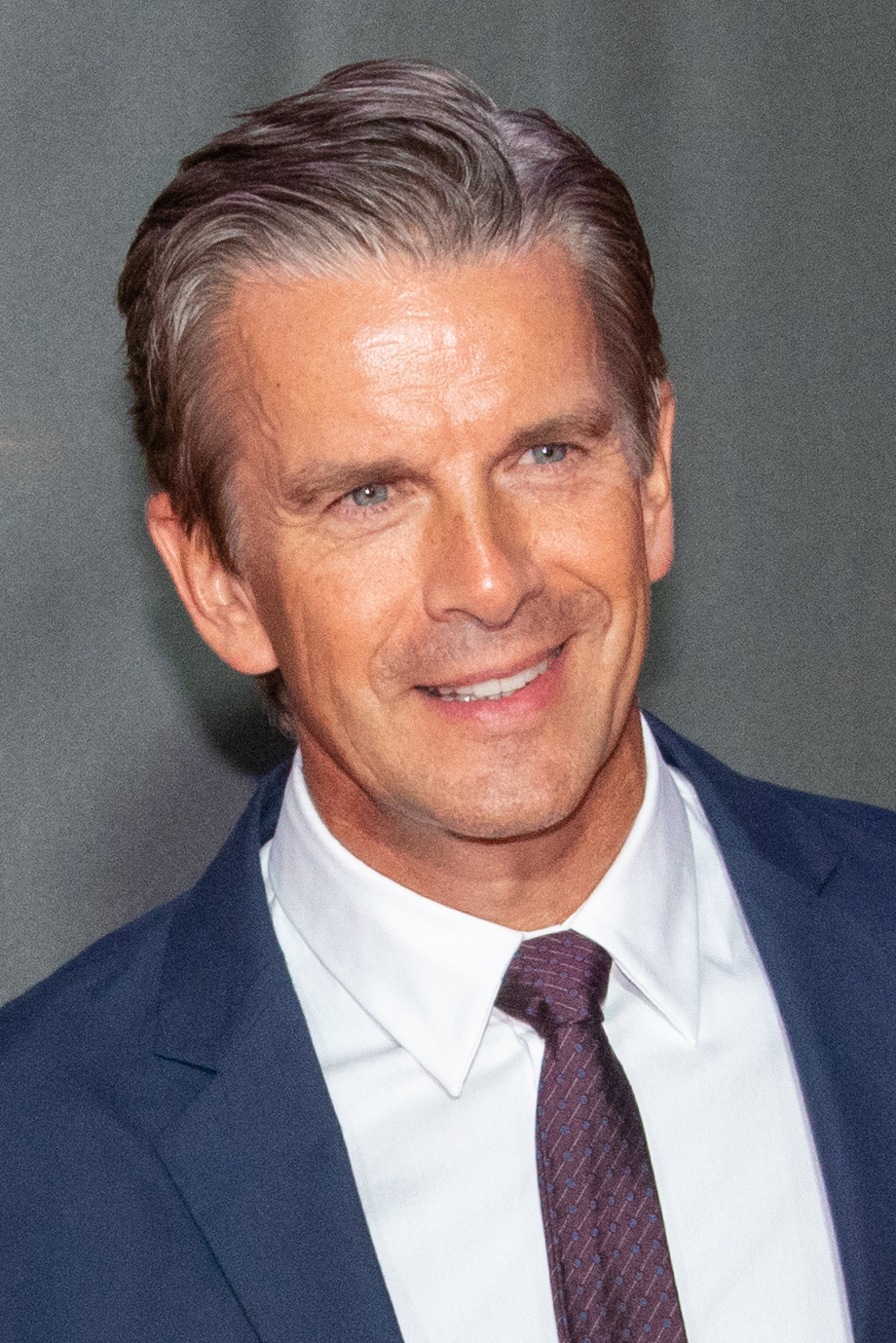
Markus Lanz (* 1969)

- Lanz, Monica (* 1991), niederländische Ruderin
- Lanz, Otto (1865–1935), Schweizer Chirurg
- Lanz, Otto (1867–1929), deutscher Forstmann und Numismatiker
- Lanz, Peter (* 1930), deutscher Architekt
- Lanz, Raphael (* 1968), Schweizer Politiker (SVP)
- Lanz, Samuel (* 1983), Schweizer Politiker (FDP)
- Lanz, Titus von (1897–1967), deutscher Anatom
- Lanz, Wilhelm (1829–1882), Erster Bürgermeister von Wiesbaden (1868–1882)
- Lanz-Leo (1941–2016), deutscher Traktoren- und Landwirtschaftsmaschinensammler, Landmaschinentechniker und MuseumsbetreiberLanz-Leo (1941–2016)

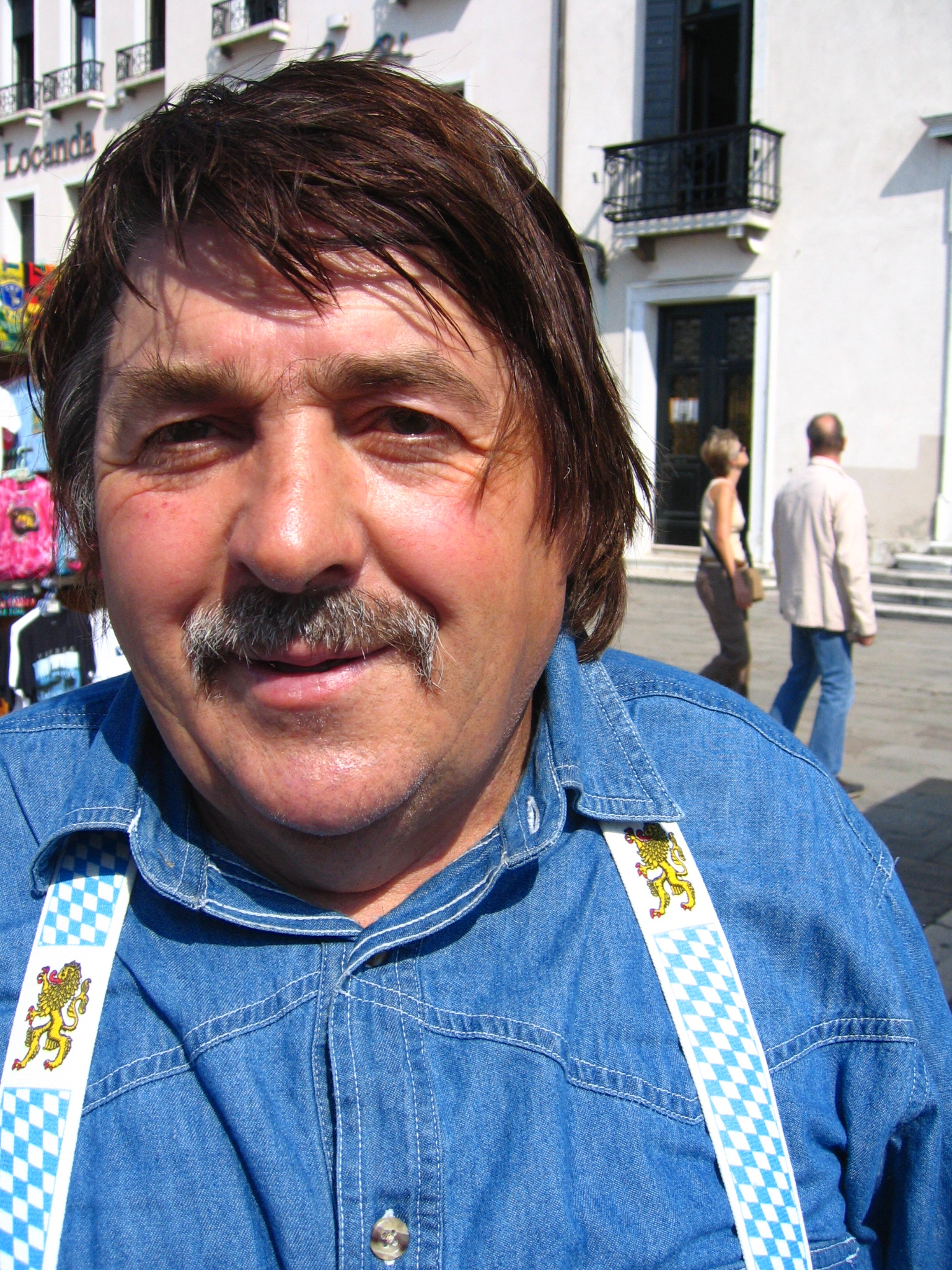
Lanz-Leo (1941–2016)

### Lanza
- Lanza D’Ajeta, Blasco (1907–1969), italienischer Diplomat
- Lanza de Cristoforis, Nicola (* 1960), italienischer Militär, General der italienischen Luftwaffe
- Lanza del Vasto (1901–1981), italienischer Philosoph und Dichter, Theoretiker und Praktiker des gewaltlosen Widerstandes
- Lanza Neto, José de (* 1952), brasilianischer Geistlicher, römisch-katholischer Bischof von Guaxupé
- Lanza, Adam (1992–2012), US-amerikanischer Amokläufer
- Lanza, Adriano (1884–1975), italienischer Moderner Fünfkämpfer
- Lanza, Alcides (1929–2024), argentinisch-kanadischer Komponist, Dirigent, Pianist und Musikpädagoge
- Lanza, Beatrice (* 1982), italienische Triathletin
- Lanza, Benedetto (1924–2016), italienischer Herpetologe und Biologe
- Lanza, Cosimo Damiano (* 1962), italienischer Pianist, Cembalist und Komponist
- Lanza, Damián (* 1982), ecuadorianischer Fußballspieler
- Lanza, Giovanni (1810–1882), italienischer und Politiker, Mitglied der Camera dei deputati, Premierminister
- Lanza, Gisela (* 1973), deutsche Maschinenbauingenieurin und Hochschullehrerin
- Lanza, Jack (1935–2021), US-amerikanischer Wrestler
- Lanza, Juan (* 1963), argentinischer Rugbyspieler
- Lanza, Mario (1921–1959), italoamerikanischer Opernsänger (Tenor) und Schauspieler
- Lanza, Paolo (* 1965), italienischer Schauspieler
- Lanza, Pedro (* 1961), argentinischer Rugbyspieler
- Lanza, Sergio (1945–2012), italienischer Theologe, römisch-katholischer Geistlicher
- Lanza, Stephen R. (* 1957), US-amerikanischer Offizier, Generalleutnant der US-Army
- Lanzaat, Quido (* 1979), niederländischer Fußballspieler
- Lanzafame, Davide (* 1987), italienischer Fußballspieler
- Lanzani, Vittorio (* 1951), italienischer Geistlicher, römisch-katholischer Kurienbischof
- Lanzarote Pessanha († 1384), portugiesischer Seemann und Admiral
- Lanzavecchia, Antonio (* 1951), italienischer Immunologe

### Lanzb
- Lanzberg, Wladimir Isaakowitsch (1948–2005), russischer Liedermacher und Poet

### Lanze
- Lanzedelly, Joseph der Ältere (1772–1831), österreichischer Genre-, Miniatur- und Porträtmaler sowie Lithograf
- Lanzelin († 991), Graf von Altenburg bei Brugg
- Lanzenberg, David, französischer Kameramann beim US-Film
- Lanzenberger, Georg (1897–1989), deutscher Kunstmaler
- Lanzenberger, Wolfgang (* 1959), deutscher Regisseur, Autor und Kameramann
- Lanzendorf, Heinz (1920–2017), deutscher Maler und Grafiker
- Lanzendörfer, Christoph (* 1954), deutscher Internist, Autor und Politiker (SPD)
- Lanzendörfer, Frank (1962–1988), deutscher Künstler
- Lanzenstiel, Georg (1909–1983), deutscher lutherischer Theologe
- Lanzer, Wanda (1896–1980), österreichische Archivarin, Bibliothekarin und Erwachsenenbildnerin
- Lanzerath, Dirk (* 1966), deutscher Philosoph
- Lanzerath, Eva (* 1998), deutsche Weinkönigin
- Lanzetta, James J. (1894–1956), US-amerikanischer Ingenieur, Offizier, Jurist und Politiker
- Lanzetta, Maria Carmela (* 1955), italienische Politikerin der Partito Democratico
- Lanzetti, Domenico, italienischer Cellist und Komponist der Klassik
- Lanzetti, Giacomo (* 1942), italienischer Geistlicher, emeritierter römisch-katholischer Bischof von Alba
- Lanzetti, Salvatore, italienischer Cellist und Komponist der Vorklassik

### Lanzi
- Lanzi, Lorenzo (* 1981), italienischer Motorradrennfahrer
- Lanzi, Luigi (1732–1810), italienischer Historiker
- Lanzi, Mario (1914–1980), italienischer Leichtathlet
- Lanzinger, Barbara (* 1954), deutsche Politikerin (CSU), MdB
- Lanzinger, Daniel (* 1982), deutscher römisch-katholischer Theologe
- Lanzinger, Gianni (* 1941), italienischer Rechtsanwalt und Politiker aus Südtirol
- Lanzinger, Günther (* 1972), österreichischer Eishockeyspieler und -trainer
- Lanzinger, Hubert (1880–1950), österreichischer Maler
- Lanzinger, Jörg (* 1975), deutscher Musiker, Musikpädagoge und Komponist
- Lanzinger, Josef (1848–1919), deutscher Landwirt und Politiker (BBB), MdR
- Lanzinger, Klaus (1928–2020), österreichischer Amerikanist
- Lanzinger, Margareth (* 1965), italienische Historikerin
- Lanzinger, Matthias (* 1980), österreichischer SkirennläuferMatthias Lanzinger (* 1980)

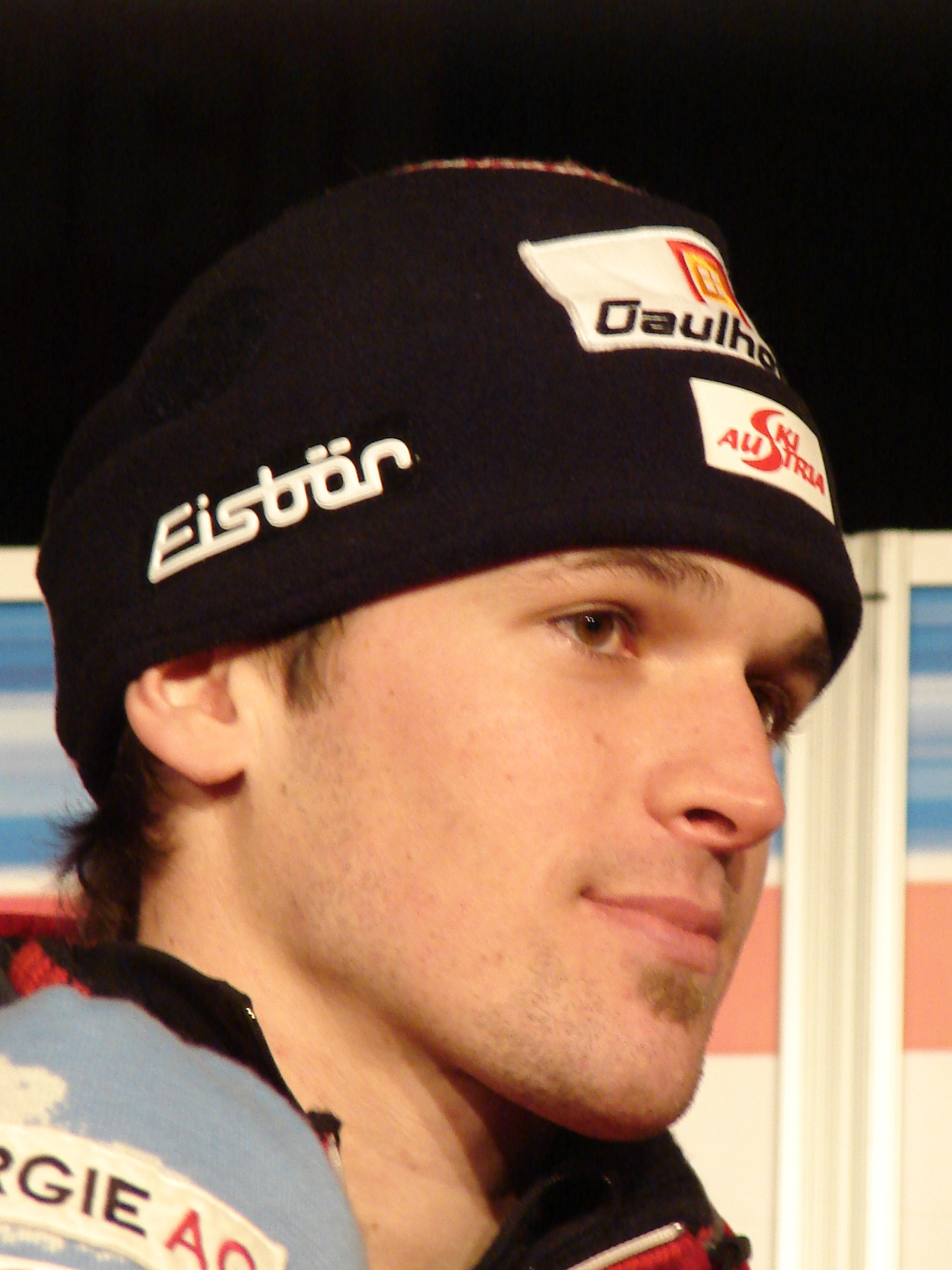
Matthias Lanzinger (* 1980)

- Lanzinger, Michael (1901–1971), deutscher Politiker (CSU, BP), MdL Bayern
- Lanzini, Manuel (* 1993), argentinischer Fußballspieler
- Lanzinner, Maximilian (* 1948), deutscher Historiker
- Lanzino, Ilaria, italienische Regisseurin

### Lanzk
- Lanzke, Christiane (1947–2005), deutsche Wasserspringerin und Schauspielerin
- Lanzke, Emmy (1900–1962), deutsche Sozialfunktionärin und Kommunalpolitikerin
- Lanzke, Heinz (1933–2015), deutscher Musikwissenschaftler und Bibliothekar
- Lanzky-Otto, Wilhelm (1909–1991), dänischer Hornist und Hochschullehrer

### Lanzl
- Lanzl, Andrea (* 1987), deutsche Eishockeyspielerin
- Lanzl, Michaela (* 1983), deutsche Eishockeyspielerin
- Lanzlott, Rosa (1834–1923), deutsche Schauspielerin

### Lanzm
- Lanzmann, Claude (1925–2018), französischer Filmregisseur
- Lanzmann, Jacques (1927–2006), französischer Schriftsteller und Journalist

### Lanzo
- Lanzo, Egidio Luigi (1885–1973), italienischer Geistlicher und Kapuziner
- Lanzoni, Alessandro (* 1992), italienischer Jazzmusiker (Piano, Komposition)
- Lanzoni, Fabio (* 1959), italienisches Model und SchauspielerFabio Lanzoni (* 1959)

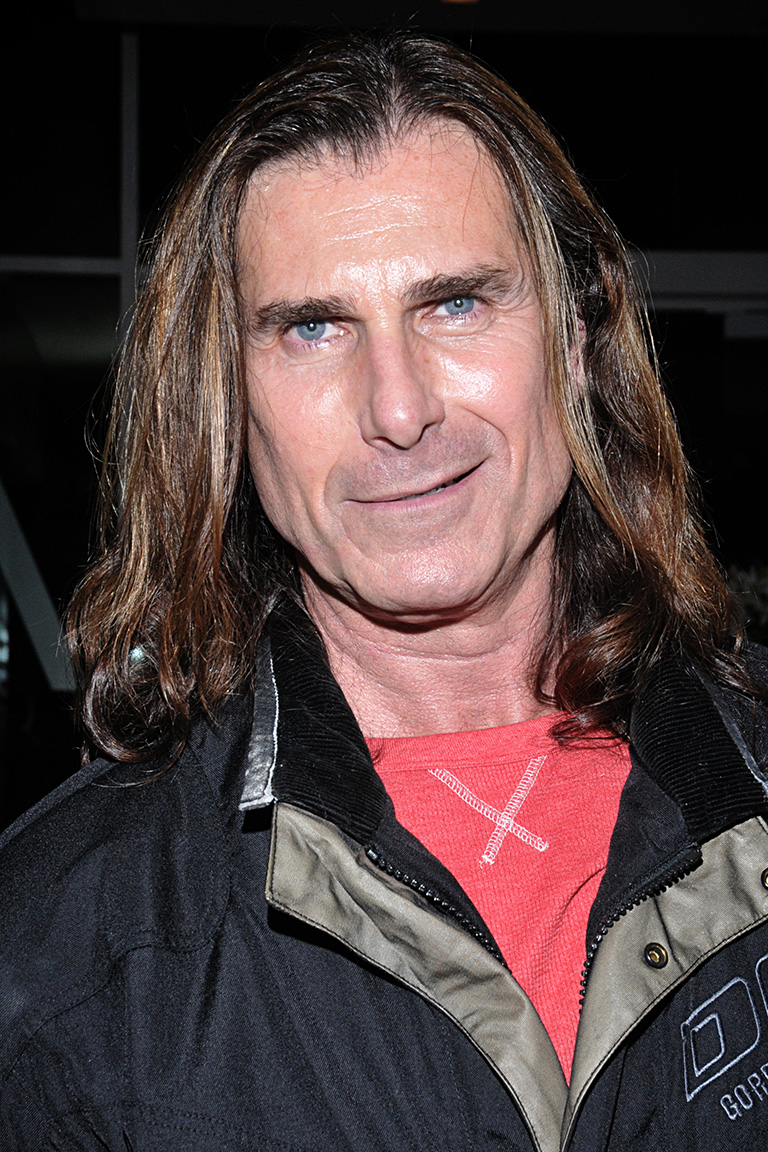
Fabio Lanzoni (* 1959)

- Lanzoni, Giuseppe (* 1663), Erster Arzt in Ferrara und Mitglied der Gelehrtenakademie Leopoldina

### Lanzy
- Lanzyna, Jěwa Wórša (1928–2020), deutsch-sorbische Künstlerin